# Olivier Maillard
Olivier Maillard, född omkring 1440, död 1502, var en fransk predikant.
Maillard var Ludvig XI:s predikant och Karl VIII:s biktfader samt företog långa resor genom Flandern, Frankrike, Spanien och Tyskland, under vilka han gisslade makthavarnas liv i för vältalighet berömda predikningar.